# Клятва фазана
Клятва фазана (фр. Vœu du faisan) — торжественный крестоносный обет, данный герцогом Бургундии Филиппом III Добрым 17 февраля 1454 года.

## Филипп Добрый и крестоносное движение
Герцог Бургундии Филипп III Добрый среди правителей своего времени был наиболее последовательным сторонником продолжения крестовых походов, и неоднократно посылал на восток средства и людей. Так, в 1443—1444 годах рыцарь и дипломат Жан де Ваврен участвовал в крестовом походе на Варну, а в 1445 году эскадра Жоффруа де Туаси была направлена в Черное море, где дошла до Трапезунда и берегов Грузии.
В 1451 году во Францию и ко двору Альфонса V Арагонского были посланы сир Жан II де Крой и добрый рыцарь Жак де Лален, пытавшиеся убедить тамошних монархов соединить силы для спасения Константинополя. На восьмом капитуле ордена Золотого Руна, прошедшем в том же году в Монсе также шла речь об организации крестового похода, но затем Гентское восстание на несколько лет отвлекло внимание герцога.

## Клятва фазана
После взятия Константинополя турками и подавления восставших гентцев Филипп III вернулся к оставленному проекту, и в начале 1454 года в Лилле была устроена серия празднеств и турниров, в ходе которой 17 февраля на так называемом «Пире фазана» (Banquet du faisan) герцогом и его приближенными была дана клятва отправиться в крестовый поход. Для придания особой торжественности был возрожден старинный римский обычай давать обет над фазаном, которого затем делили между пирующими, а само мероприятие было проведено в характерной для бургундского двора пышной и стилизованной манере. 
В клятве было сказано, что если король Франции решит взять крест или послать армию во главе с принцем королевства, или если другой христианский принц отправится с достаточной армией, и если страны, которыми управляет герцог, не будут под угрозой, то он обязуется присоединиться к походу. 
В марте и апреле еще в четырех городах 112 сеньоров, зависевших от герцога, дали аналогичные обеты. Открытие в 1916 этого факта профессором Лувенского университета Жоржем Дутрепоном поставило под сомнение господствовавшую ранее точку зрения о «клятве фазана», как о своего рода куртуазной игре, не предназначенной к практической реализации.

## Переговоры в Германии
В апреле герцог отправился на рейхстаг в Регенсбург, где должна была обсуждаться организация экспедиции, но, к большому разочарованию собравшихся, император так и не прибыл. Осенью во Франкфурте собрался новый рейхстаг, на этот раз Филипп не смог присутствовать лично, а направил своих послов. На собрании выступал бывший секретарь императора Фридриха III, папский легат Энеа Сильвио Пикколомини, произнесший горячую речь, в которой упрекал императора, церковь и князей в лицемерии и алчности, мешающих им выступить против врага христианства. Вопрос о крестовом походе был решен, но смерть Николая V заставила отложить предприятие.

## Подготовка похода
В понтификат Каликста III подготовка похода продолжалась, и новый папа поклялся приложить для его организации все силы. Казалось, что прекращение Столетней войны и Лодийский мир в Италии открывают для этого благоприятную возможность. 15 мая 1455 была опубликована булла о крестовом походе, назначенном на 1 марта следующего года. По всему христианскому миру объявили сбор десятины для войны против турок. Была развернута масштабная агитационная кампания: в сентябре посланники папы отправились с проповедями по всей Италии. Кардинал Ален де Коэтиви проповедовал во Франции, кардинал Денис Сеци в Венгрии, кардинал Хуан де Карвахаль в Германии вместе с Николаем Кузанским, который затем отправился в Англию, архиепископ Урреа де Таррагоне объехал всю Испанию. 
В преддверии крестового похода папский флот успешно действовал в Эгейском море, нанеся несколько поражений туркам, Янош Хуньяди разгромил османскую армию под Белградом, а Скандербег в Тармонице, но конфликт Рима с Неаполем и политические проблемы во Франции (бегство дофина Людовика в Бургундию в 1456) снова помешали экспедиции.
Герцог в 1456 содействовал браку племянника своей жены Жуана Португальского с наследницей Кипра, рассчитывая использовать остров как базу, но в следующем году Жуан был отравлен.

## Мантуанский конгресс
Новый папа Пий II в 1459 организовал конгресс в Мантуе, на который в августе прибыл посол Бургундии герцог Иоганн I Клевский, затем герцог Миланский Франческо Сфорца, представители других итальянских государств а в октябре-ноябре — делегаты из Германии и Франции. Конференция завершилась неудачей, так как послы Карла VII и Рене Анжуйского предъявили требования короны Неаполя, и вскоре возобновилась анжуйско-арагонская война, на которую были потрачены деньги, собранные для крестового похода. 
14 января 1460 Пий II опубликовал буллу о крестовом походе; для его организации духовенство, в том числе и кардиналы, должны были отдать десятую часть доходов, миряне — тридцатую, а евреи — двадцатую часть.

## Экспедиция Пия II
Наконец, к 1463 папе удалось договориться с венецианцами о предоставлении кораблей, и в 1464 он прибыл в Анкону, откуда должна была направиться экспедиция. Двухтысячный авангард бургундских крестоносцев во главе с великим бастардом Антуаном Бургундским и Симоном де Лаленом отплыл из Слёйса, по пути помог португальцам отстоять Сеуту, осажденную маврами, а затем направился в Остию. Прибыв в Италию, они узнали, что Пий II умер в Анконе, так и не дождавшись венецианских кораблей, в городе свирепствует чума, значительная часть войска дезертировала. Поход был отменен, и бургундцы, потерявшие от болезней много людей, вернулись домой.

## Итоги
Неудача организации крестового похода, необходимость которого признавали все европейские государства, объяснялась не прекращавшимися конфликтами между ними и взаимным недоверием. Англичане не хотели действовать вместе с французами, король Франции не желал поддерживать мероприятие, которое повысило бы престиж его противника герцога Бургундского, германские князья опасались, что сбор объединенной армии усилит власть императора, Венеция и Венгрия долгое время были врагами и продолжали опасаться друг друга, прочие итальянские государства боялись мощи Венеции, а анжуйцы воевали с арагонцами из-за Неаполя. 
Неуклонное падение авторитета папской власти и неоднократные случаи нецелевого расходования средств, собранных на крестовые походы (вместо борьбы с неверными их несколько раз использовали для войн между христианами), привели к тому, что к концу средних веков в обществе сложилось неоднозначное отношение к самой идее крестоносных экспедиций. 
Последние крестовые походы, организованные папой Павлом II и некоторыми немецкими князьями в 1467—1468, были направлены не против турок, а против гуситов, и завершились полным разгромом.

## Комментарии
1. ↑  Тогда же в число рыцарей были приняты двое приближенных Альфонса V
2. ↑  Старую точку зрения, в частности, отстаивает Йохан Хейзинга в своей знаменитой работе (Хейзинга, с. 157)